# Makar Wiktorowitsch Saporoschski
Makar Wiktorowitsch Saporoschski (russisch Макар Викторович Запорожский, wiss. Transliteration Makar Viktorovič Zaporožskij; * 5. September 1989 in Moskau, RSFSR, Sowjetunion) ist ein russischer Theater- und Filmschauspieler.

## Leben
Saporoschski wurde am 5. September 1989 in Moskau geboren. Er absolvierte eine Kindermusikschule für Blas- und Schlaginstrumente, Posaunenklasse. 2010 machte er einen Abschluss an der GITIS in Regiearbeit. Zwischen 2010 und 2011 diente er als Wehrpflichtiger in einem Team von Militärschauspielern am Zentralen Akademischen Theater der Russischen Armee. Seit 2012 gehört er zum Ensemble des Moskauer Akademischen Theaters. Mitte der 2000er Jahre folgten erste Besetzungen in russischen Fernsehserien. 2013 spielte er die Rolle des Misha im Fantasyfilm Dark World 2 – Equilibrium. Ab demselben Jahr bis einschließlich 2014 wirkte er in 60 Episoden der Fernsehserie Junior League in der Rolle des Dmitry „Dima“ Andreevich Shchukin mit. Von 2015 bis 2020 spielte er in der Miniserie The Method als Sasha mit. 2016 wirkte er in 16 Episoden der Fernsehserie Small-Time Traders mit. 2018 folgte die Rolle des Nikolai im Blockbuster Red Sparrow mit Jennifer Lawrence in der Hauptrolle. Seit 2022 spielt er in der Fernsehserie A New Life mit.

## Filmografie (Auswahl)
- 2013: Dark World 2 – Equilibrium (Tjomny mir: Rawnowessije/Равновесие)
- 2013–2014: Junior League (Molodyozhka/Молодёжка, Fernsehserie, 60 Episoden)
- 2014: 22 Minutes (22 minuty/22 Минуты)
- 2015–2020: The Method (Metod/Метод, Miniserie, 12 Episoden)
- 2016: Small-Time Traders (Chelnochnitsy/Челночницы, Fernsehserie, 16 Episoden)
- 2018: Red Sparrow
- 2018: Moya zhizn (Моя жизнь)
- 2019: Novogodniy remont (Новогодний ремонт)
- 2020: The Marathon of Desires (Marafon zhelaniy/Марафон желаний)
- 2021: Love
- 2022: Elevent Silent Men (Odinnadtsat molchalivykh muzhchin/Одиннадцать молчаливых мужчин)
- seit 2022: A New Life (Staya/Стая, Fernsehserie)
- 2022: Crush